# 865
865 foi um ano comum do século IX, que teve início e fim a uma segunda-feira, no Calendário juliano. A sua letra dominical foi G.
| Ano completo                         |
| ------------------------------------ |
| Ano comum com início à segunda-feira |

## Eventos
Grã-Bretanha: invasão viquingue dinamarquesa marca o declínio do governo de Alfredo, o Grande, Rei de Wessex. Os dinamarqueses e noruegueses governaram a Inglaterra por dois séculos até a invasão Normanda de Guilherme I em 1066.

## Nascimentos
- Roberto I de França m. 923, foi um rei francês, da dinastia carolíngia.
- Guterre Mendes, nobre portucalense, m. 934.